# Ringling Brothers Circus

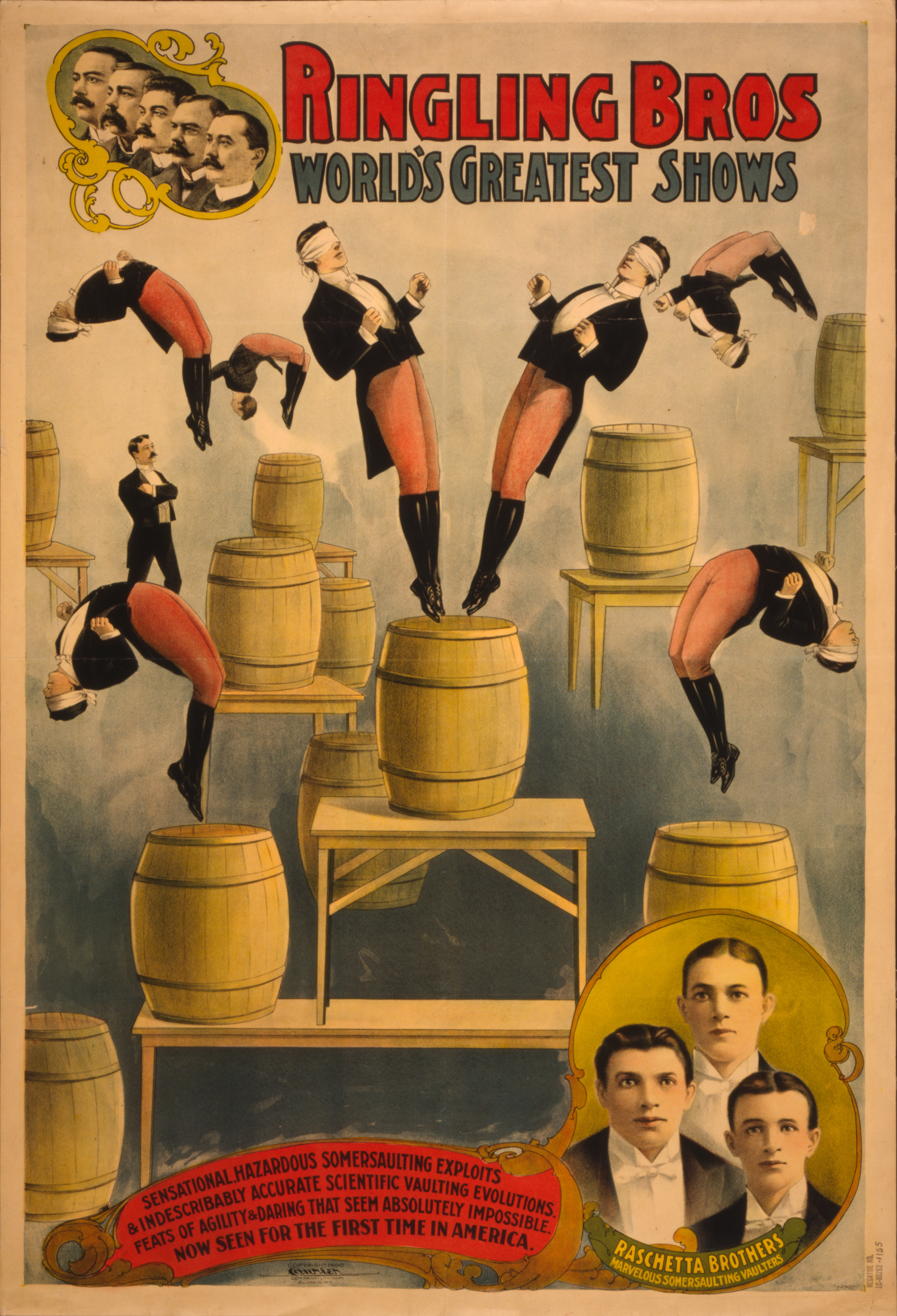
Plakat aus dem Jahr 1900

Der Ringling Brothers Circus war ein 1884 in den Vereinigten Staaten gegründeter Zirkus, der anfangs von fünf der sieben Ringling-Brüder betrieben wurde: Al (Albert Carl Ringling 1852–1916), Otto (William Henry Ringling, 1858–1911), Alf T. (Alfred Theodore Ringling, 1861–1919), Charles (Carl Edward Ringling, 1863–1926) und John (Johan Nicholas Ringling, 1866–1936). 1886 schloss sich Henry (Henry William George Ringling, 1869–1918) der Show an, 1889 folgte auch Gus (Augustus Albert Ringling, 1854–1907). 1907 erwarben die Brüder den Barnum & Bailey Circus. 1919 fusionierten die beiden Unternehmen zum Ringling Bros. and Barnum & Bailey Circus.

## Bekannte Artisten des Unternehmens (Auswahl)
- Katharina Brumbach
- Francis und Lottie Brunn
- Daisy Earles
- Cilly Feindt
- Nick Kaufmann
- Ken Maynard
- Pio Nock
- Stacey Q
- Aloisia Wagner